# Mahamat-Saleh Haroun

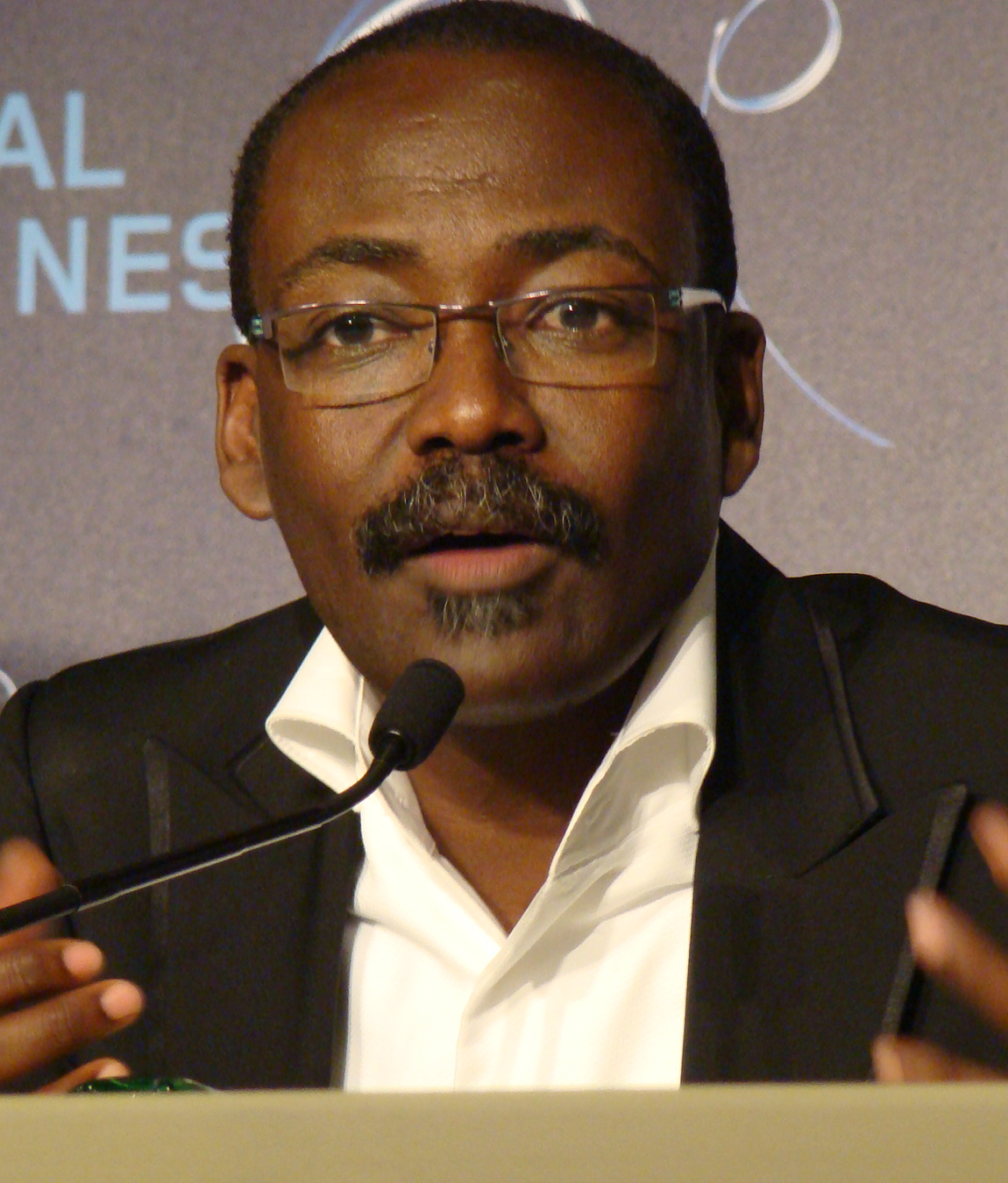
Mahamat-Saleh Haroun auf den Filmfestspielen von Cannes 2010

Mahamat-Saleh Haroun (arabisch محمد الصالح هارون, DMG Muḥammad aṣ-Ṣāliḥ Hārūn, * 1961 in Abéché, Tschad) ist ein Filmregisseur, Filmproduzent, Drehbuchautor und Schriftsteller.

## Leben
Haroun beschloss bereits mit acht Jahren, später einmal Filme zu drehen. So sagte er in einem Interview: „Als ich mit acht Jahren das erste Mal im Kino war, hat eine Frau den Kinogästen aus dem Bildschirm zugelächelt. Da dachte ich, so was will ich auch machen.“ Er floh wegen eines Bürgerkrieges aus Tschad und flüchtete zunächst nach Kamerun und 1982 nach Frankreich, wo er bis 1986 Film am Conservatoire Libre du Cinéma Français in Paris studierte. Er brach das Studium jedoch ab und ging stattdessen an die Universität Bordeaux, wo er sich dem Journalismus zuwandte.
1994 stellte er seinen ersten Kurzfilm Maral Tanié fertig. Es folgten weitere Kurz- und Dokumentarfilme, bis er 1999 mit Bye Bye Africa erstmals einen langen Film realisierte. In dem 86-minütigen Film, der vollständig im Tschad produziert und bei den Internationalen Filmfestspielen von Venedig mit dem CinemAvvenire-Preis und dem Luigi-De-Laurentiis-Preis ausgezeichnet wurde, vermischt Fiktion mit Realität und erzählt von einem Regisseur aus Tschad (von Haroun selbst gespielt), der nach fünfzehn Jahren in sein Heimatland zurückkehrt und auf der Suche nach geeigneten Schauplätzen für seinen nächsten Film ist.
Nach dem Erfolg von Bye Bye Africa entschied der Regisseur, das Jugenddrama Abouna – Der Vater zu verwirklichen. Der Film handelt von zwei in N’Djamena lebenden Brüdern, deren Vater sie eines Tages einfach verlässt. Die beiden machen sich auf die Suche nach ihm. Der Film, der laut Kritikern „sowohl die Schönheit als auch die brutale Realität des mordenen afrikanischen Lebens aufzeigt“, hatte Produktionskosten von 700.000 Euro und wurde fast ausschließlich durch französische Geldgeber finanziert. Abouna – Der Vater gewann Preise auf verschiedenen Festivals und war der endgültige Durchbruch für den in Paris lebenden Regisseur.
Der circa fünfzigminütige Dokumentarfilm Kalala war das nächste Projekt Harouns, größere Aufmerksamkeit sollte er allerdings erst wieder mit dem Spielfilm Daratt erregen, einer Koproduktion von Tschad, Frankreich, Belgien und Österreich, die ihre Premiere am 1. September 2006 im Wettbewerb der 63. Internationalen Filmfestspiele von Venedig hatte und in Venedig mehrere Auszeichnungen erhielt, unter anderem den Großen Preis der Jury. Im Mittelpunkt der von Opern Mozarts inspirierten Geschichte steht ein junger Mann, der nach dem Mörder seines Vaters sucht. Es stellt sich heraus, dass der Mörder Bäcker ist. Der Sohn geht bei ihm in die Lehre.
Nach der Regie bei einem Kurz- und einem Fernsehfilm im Jahr 2008 folgte zwei Jahre später für Ein Mann, der schreit eine Einladung in den Wettbewerb der 63. Filmfestspiele von Cannes und der Gewinn des Jurypreises. Ein Jahr später wurde er in die Wettbewerbsjury der 64. Filmfestspiele von Cannes berufen. Auch sein 2013 veröffentlichter Film Grigris Glück wurde bei mehreren Filmfestivals für verschiedene Preise nominiert, unter anderen wurde der Kameramann Antoine Héberlé bei den Internationalen Filmfestspielen von Cannes 2013 mit dem Prix Vulcain de l’artiste technicien ausgezeichnet.
Für Lingui – Heilige Bande erhielt Haroun 2021 seine dritte Einladung in den Wettbewerb um die Goldene Palme, den Hauptpreis des Filmfestivals von Cannes. Das Werk blieb unprämiert.
Von 2017 bis 2018 war Haroun außerdem Kulturminister im Tschad.
2017 erschien bei den Éditions Gallimard Harouns erster Roman Djibril ou Les ombres portées. In dem Roman, der im politisch instabilen Tschad der 1980er Jahre spielt, erzählt der Hauptcharakter Djibril von seiner unglücklichen Liebe zu Hilwa.
2022 ist sein zweiter Roman Les culs-reptiles erschienen, ebenfalls bei Gallimard. Das Werk wurde 2023 mit dem Prix Jean Cormier ausgezeichnet.
Mahamat-Saleh Harouns Buch Ma grand-mère était un homme erschien 2024 bei Éditions Stock. Das Buch folgt in einer intimen Erzählweise dem Leben der Großmutter Harouns, die während der französischen Kolonialherrschaft geboren wurde und als erste Feministin des Tschad galt.

## Filmografie (Auswahl)
- 1994: Maral Tanié[10]
- 1995: Bord’ Africa
- 1995: Goï-Goï
- 1997: B 400Abouna
- 1999: Bye Bye Africa
- 2002: Abouna – Der Vater (Abouna)[11]
- 2005: Kalala
- 2006: Daratt[12]
- 2008: Sexe, gombo et beurre salé (TV)
- 2008: Expectations
- 2010: Ein Mann, der schreit (Un homme qui crie)
- 2013: Grigris Glück (Grigris)[13]
- 2016: Hissène Habré – Die Tragödie Des Tschad (Hissein Habré, une tragédie tchadienne)
- 2017: Une saison en France
- 2019: Interdependence Film 2019 (Dokumentarfilm)
- 2021: Lingui, les liens sacrés

## Bibliographie
- Djibril ou Les ombres portées. Gallimard, 2017 Paris, ISBN 9782072700491
- Les culs-reptiles. Gallimard, 2022 Paris, ISBN 9782072969850
- Ma grand-mère était un homme. Éditions Stock, 2024 Paris, ISBN 9782234094611